# ثنائي هيدروكورتيزون
ثنائي هيدروكورتيزون (بالإنجليزية: Dihydrocortisone )‏ عبارة عن مركب عضوي صيغته الكيميائية  C21H30O5 .